# Giga Berlín
Tesla Gigafactory Berlin-Brandenburg (též Gigafactory Berlin, Gigafactory 4, zkráceně Giga Berlín) je výrobní továrna společnosti Tesla Inc. Nachází se u obce Grünheide v zemském okrese Odra-Spréva v Braniborsku, 52.4°N 13.8°E, asi 35 km jihovýchodně od Berlína (odtud název).

## Historie
Přestože diskuze o evropské „gigatovárně“ probíhaly už od roku 2015, výstavbu továrny u Berlína oznámil Elon Musk, CEO Tesly, v listopadu 2019. Na základě předběžného úředního souhlasu začaly počátkem roku 2020 terénní úpravy a od července toho roku samotná stavba na vlastní podnikatelské riziko. Koncem roku 2021, průběžně s dokončováním, začala výroba některých komponent. V říjnu 2020 Elon Musk pořádal místní oslavu, na kterou pozval 9 tisíc hostů na prohlídku továrny.
Otevírací slavnost však mohla být naplánována až na 22. 3. 2022 poté, co zemský úřad pro ochranu životního prostředí vydal v zásadě souhlasné stanovisko.

### Problémy
Proces výstavby zkomplikovalo několik problémů a překážek – nesouhlas místních lesníků a ekologů, zdůrazňujících, že v dané lokaci je několik vzácných druhů ptáků, mravenců a netopýrů, dále soudní řízení ohledně spotřeby a odvedení odpadní vody, nebo např. nález nevybuchlé bomby z 2. světové války. Požadavky, stanoviska a odborná vyjádření ke všem aspektům ochrany prostředí představovaly 23 700 stran v 66 pořadačích.
Úřad spolkové země Braniborsko vydal až 4. března 2022 kladné stanovisko o rozsahu 536 stran s 400 podmínkami pro postupné uvádění do provozu a měsíční lhůtou na připomínky.

## Plány
Giga Berlín bude vyrábět baterie/Li-ion akumulátory, bateriové sety, trakční komponenty do elektromobilů Tesla, a též bude sestavovat Tesla model Y. Zahájení výroby se odhadovalo na druhou polovinu roku 2021. V listopadu 2020 byl plán Tesly poskytnout práci pro 8000 lidí a vyrábět 500 000 elektromobilů ročně.
V lednu 2022 společnost Tesla zakoupila část nevyužívané regionální železniční trati od DRE a plánuje zavést přepravu zaměstnanců z nádraží Erkner do nově zamýšlené zastávky v areálu.

## Popis
Továrna se nachází na „zeleném poli GVZ Freienbrink“ o výměře cca 3 km2, které kolem roku 2000 zamýšlelo koupit BMW (které se nakonec rozhodlo pro lokalitu v Sasku). Kolem je uměle vysazený borovicový monokulturní les, který Tesla při stavbě částečně vykácela, ale bylo jí uloženo znovu zalesnit 318 hektarů s předepsanou druhovou pestrostí do konce roku 2022 a na 319 hektarech provést změnu druhové skladby do roku 2025.
Lokalita přiléhá k dálnici A10 (E55), která tvoří východní části vnějšího berlínského okruhu, a k silnici L38, která zde má svůj vlastní sjezd. Je též blízko železničních stanic Erkner a Fangschleuse.